# Municipio de Lake Sinai
El municipio de Lake Sinai (en inglés: Lake Sinai Township) es un municipio ubicado en el condado de Brookings en el estado estadounidense de Dakota del Sur. En el año 2010 tenía una población de 175 habitantes y una densidad poblacional de 1,9 personas por km².

## Geografía
El municipio de Lake Sinai se encuentra ubicado en las coordenadas 44°13′55″N 97°3′16″O / 44.23194, -97.05444. Según la Oficina del Censo de los Estados Unidos, el municipio tiene una superficie total de 91.87 km², de la cual 86,17 km² corresponden a tierra firme y (6,2 %) 5,7 km² es agua.

## Demografía
Según el censo de 2010, había 175 personas residiendo en el municipio de Lake Sinai. La densidad de población era de 1,9 hab./km². De los 175 habitantes, el municipio de Lake Sinai estaba compuesto por el 99,43 % blancos, el 0,57 % eran de otras razas. Del total de la población el 1,14 % eran hispanos o latinos de cualquier raza.